# Ivar Karlén
Johan Ivar Karlén, född 1 december 1896 i Rasbo församling, Uppsala län, död 25 mars 1981 i Uppsala domkyrkoförsamling, var en svensk präst.
Karlén, som var son till hemmansägaren Johan Emanuel Karlén och Josefina Evelina Törnqvist, avlade efter studentexamen i Uppsala 1925 teologisk-filosofisk examen 1926 samt blev teologie kandidat, avlade praktisk teologiska prov och prästvigdes för Ärkestiftet 1929. Han var vice pastor i Bergsjö och Rogsta församlingar, vice komminister i Hamrånge församling, blev kyrkoherde i Enångers församling 1932, i Bergsjö församling 1940–1962 och var kontraktsprost i Nordanstigs kontrakt från 1952. Han var bland annat ordförande i kyrkofullmäktige och folkskolestyrelsen.